# Rio Barrados
Le Rio Barrados est une  rivière du Val d'Aran en Espagne, elle prend naissance dans les Pyrénées espagnole. C'est un affluent de la Garonne.

## Géographie
De 15,2 km de longueur, le Rio Barrados est une rivière qui prend sa source dans les Pyrénées et se jette dans la Garonne en rive droite au Pont d'Arròs.

## Principal affluent
- Le Barranco de Rigadero : 1,5 km